# Desmosoma strombergi
Desmosoma strombergi is een pissebed uit de familie Desmosomatidae. De wetenschappelijke naam van de soort is voor het eerst geldig gepubliceerd in 1988 door Svavarsson.